# Хидротерапия
Хидротерапията, наричана по-рано хидропатия е водотерапия и е част натуропатията, трудовата терапия и физиотерапията, която включва използването на вода за облекчаване на болката и лечение. Терминът обхваща широк спектър от подходи и терапевтични методи, които извличат полза от физичните свойства на водата, като температура и налягането ѝ за терапевтични цели, за стимулиране на кръвообращението и лечение на симптомите на някои заболявания.
Различните терапии, използвани в днешната хидротерапия, използват водни струи, подводни масажи и минерална баня (напр. балнеотерапия, йод-грийн терапия, процедури на Себастиян Кнайп, шотландски маркуч, швейцарски душ, таласотерапия) и хидромасажна вана, гореща римска баня, гореща вана, джакузи, студено потапяне и минерална баня.

## Употреба
Водната терапия може да бъде ограничена до използване водна терапия, която е форма на физическа терапия и пречистващо средство. Въпреки това, тя се използва и като средство за доставяне на топлина и студ на тялото, което отдавна е основата за неговото приложение. Хидротерапията включва набор от методи и техники, много от които използват вода като среда за улесняване на терморегулаторните реакции за терапевтична полза.
Хидротерапията се използва като допълнение към стнадартното медицинско лечение, включително при кърмене, където употребата ѝ вече е доказана. Той продължава да се използва широко за лечение на изгаряния, въпреки че техниките за хидротерапиячрез душ се използват все по-често в сравнение с методите за пълно потапяне на тялото, отчасти за лекота на почистване на оборудването и намаляване на инфекциите, дължащи се на замърсяване. Когато отстраняването на тъканта е необходимо за лечението на рани, може да се използва хидротерапия, която извършва селективно механично деблориране. Примерите за това включват насочено напояване на рани и терапевтично напояване със засмукване.
Практикуващите хидротерапия могат да се стремят да го използват, за да произведат вазодилатация и вазоконстрикция. Те водят до промени в кръвния поток и свързаните с тях метаболитни функции чрез физиологични механизми, включително тези на терморегулацията, които в днешно време са доста добре разбрани и които са в основата на съвременната употреба на хидротерапия.
Една от формите на водната терапия, за която се застъпват някои привърженици на алтернативната медицина, е консумирането на гадната вода при събуждане, за да „очисти червата“. Един литър до литър и половина е общото количество, погълнато. Тази водна терапия, известна още като индийска, китайска или японска водна терапия се претендира, че има широк спектър от ползи за здравето, или поне няма отрицателни ефекти. Застъпниците на водната терапия твърдят, че приложението на терапията с вода първо ще предизвика множество движения на червата, докато тялото се приспособи към увеличеното количество течност. Докато поглъщането около една литър и половина вода обикновено се счита за безвредно, прекаленото потребление на вода може да доведе до интоксикация с вода, спешно и опасно медицинско състояние.

## Техника
Уредите и уредите, чрез които се захващат топлина и студ, са: а) опаковки, топло и студено, общо и локално, изпотяване и охлаждане; б) горещ въздух и парни бани; в) общи вани, с топла вода и студена вода; г) седалки (седящи), гръбначни, главини и крака; д) превръзки (или компреси), мокро и сухо; също и е) горещи и студени подвизи и лапи, горещи и студени, синапизми, глупости, боклуци и водни картони, горещи и студени.
Хидротерапията, която включва потъването на цялото тяло или на част от тялото във вода, може да включва няколко вида оборудване:
- Цистерни за потапяне в цялото тяло („резервоарът на Хъбард“ е с голям размер)
- Двигател за ръце, хълбок и крака

Движението на въртящата се вода, осигурено от механични помпи, се използва във водните резервоари поне от 40-те години на миналия век. Подобни технологии са пуснати на пазара за развлекателна употреба под термините „гореща вана“ или „спа“.
В някои случаи ваните с воден поток не се използват за управление на рани, тъй като джакузито няма да селективно насочва тъканта, която да бъде отстранена, и може да увреди цялата тъкан. Whirlpools също създават нежелан риск от бактериална инфекция, могат да увредят крехката телесна тъкан, а в случай на лечение на ръцете и краката, да създадат риск от усложнения от оток.